# Carlo de Marchis
Carlo de Marchis (Roma, 28 de juliol de 1939) és un maquetista i cineasta italià, guanyador de dos Goya als millors efectes especials.
Va estudiar arquitectura a la Universitat La Sapienza de Roma alhora que es guanyava la vida fent maquetes i miniatures per a diversos estudis d'arquitectura. El 1963 va deixar la carrera i va començar a treballar com a maquetista per a diversos estudis de cinema, i col·laborà amb Carlo Rambaldi a pel·lícules com La Bíblia (1966), Barbarella (1968), Fins que li va arribar l'hora (1968) i Les aventures de Pinotxo (1972). Després es va incorporar a l'equip de Carlo Rambaldi amb Giuseppe Tortora i Isidro Raponi i el 1974 va crear la seva pròpia línia de kits de models i soldats de llauna sota el nom "models Siderea". Treballà aleshores a Ludwig (1973), El pas de Cassandra (1976), Encontres a la tercera fase (1977) i The Hand (1980).
El 1978 fou enviat per Rambaldi vuit mesos a Londres per encarregar-se dels efectes animatrònics de la pel·lícula Alien. A partir de 1980 va treballar pel seu compte, i assolí reconeixement per la construcció de la serp animatrònica de Conan el bàrbar (1982). Després es va instal·lar a Espanya, on també va col·laborar amb The Cannon Group. Va guanyar el Goya als millors efectes especials el 1988 per Slugs, muerte viscosa i el 1989 per La grieta. i el 1991 fou nominat per Capità Escalaborns.
Després va participar en la sèrie de televisió espanyola Réquiem por Granada (1991-1992) i l'estatunidenca Dark Justice (1991-1993), i va treballar amb Joan Piquer i Simón a La isla del diablo (1994) i Manoa, la ciudad de oro (1999). Després va deixar el cinema i s'ha dedicat a l'ensenyament de les seves tècniques.